# 615
Évszázadok: 6. század – 7. század – 8. század
Évtizedek: 560-as évek – 570-es évek – 580-as évek – 590-es évek – 600-as évek – 610-es évek – 620-as évek – 630-as évek – 640-es évek – 650-es évek – 660-as évek
Évek: 610 – 611 – 612 – 613 –  614 – 615 – 616 – 617 – 618 – 619 – 620

## Események

### Bizánci Birodalom
- A szlávok és avarok gyakorlatilag ellenállás nélkül fosztogatnak az egész Balkánon. Egy nagyobb seregük ostrom alá veszi Thesszalonikit, ám amikor egy nagy viharban hajóik nagy része elsüllyed, a vezérük, Khatzón bemegy a városba tárgyalni és ott a városlakók meglincselik. A szlávok az avaroktól kérnek segítséget.
- A szlávok és avarok elpusztítják a dalmáciai Epidaurosz városát. Az életben maradt városlakók Laus szigetére menekülve megalapítják Ragusát. A szlávok kifosztják Naisszoszt, Serdicát és Iustiniana Primát.
- Meghal IV. Bonifatius pápa. Utódja I. Adeodatus.[1]
- Meggyilkolják Ióannészt, a Ravennai Exarchátus kormányzóját. Utódja, Eleutheriosz kivégeztet mindenkit, aki kapcsolatba került a gyilkossággal, majd elfoglalja Nápolyt, ahol a kaotikus viszonyokat kihasználva Iohannes Consinus herceggé kiáltotta ki magát.

### Arábia
- A pogány mekkaiak zaklatásai miatt Mohamed próféta követőinek egy csoportja, 83 férfi és 18-19 nő Nadzsási akszúmi király udvarába menekül.

### Kína
- Jang császár feleségével és udvarával az északi tartományokba látogat. Vazallusa, Sibi, a keleti türkök kagánja sérelmei miatt meglepetésszerűen megtámadja, de a császárnak sikerül bemenekülnie Janmen tartomány fővárosába. A türkök ostrom alatt tartják a várost, míg a kagán kínai felesége, Jancseng hercegnő el nem terjeszti a hírét, hogy nagy kínai sereg közeledik, mire elvonulnak. Jang császár, aki a helyőrség katonáit különféle ígérgetésekkel (felhagy a Kogurjo elleni háborúkkal, pénzt és előléptetéseket osztogat közöttük) bírta kitartásra, minden ígéretét visszavonja.

### Amerika
- A maja Palenque trónján Sak Kʼukʼ királynőt nagykorúvá váló fia, Kʼinich Janaabʼ Pakal (vagy Nagy Pakal, aki 68 évig uralkodott és monumentális építkezésekbe kezdett) váltja.

## Születések
- Bertin, frank apát és szent
- Fátima bint Muhammad, Mohamed lánya

## Halálozások
- május 8. – IV. Bonifác pápa[1]
- Columbanus, ír hittérítő

## Fordítás
- Ez a szócikk részben vagy egészben  a(z)   615 című angol Wikipédia-szócikk ezen változatának fordításán alapul.  Az eredeti cikk szerkesztőit annak laptörténete sorolja fel. Ez a jelzés csupán a megfogalmazás eredetét és a szerzői jogokat jelzi, nem szolgál a cikkben szereplő információk forrásmegjelöléseként.